# Homaloidion pinacopterum
Homaloidion pinacopterum är en skalbaggsart som först beskrevs av Martins 1962.  Homaloidion pinacopterum ingår i släktet Homaloidion och familjen långhorningar. Inga underarter finns listade i Catalogue of Life.